# Tommy Hannan
Thomas G. (Tommy) Hannan (Baltimore (Maryland), 14 januari 1980) is een Amerikaans zwemmer.

## Biografie
Hannan won tijdens de Olympische Zomerspelen van 2000 de gouden medaille op de 4x100m wisselslag. Hannan kwam alleen in actie in de series.

## Internationale toernooien
| Jaar | Olympische Spelen                                                    | Pan Pacs            | Pan Ams                                |
| ---- | -------------------------------------------------------------------- | ------------------- | -------------------------------------- |
| 2000 | 14e 100m vlinderslag · 4x100m wisselslag · Linn zwom enkel de series |                     |                                        |
| 2001 |                                                                      |                     |                                        |
| 2002 |                                                                      | 6e 100m vlinderslag |                                        |
| 2003 |                                                                      |                     | 6e 100m vlinderslag 7e 100m vrije slag |